# FIVB World Tour 1998
De FIVB World Tour 1998 vond plaats tussen januari en december 1998. De tiende editie van de mondiale beachvolleybalcompetitie bestond in totaal uit 23 toernooien – waaronder de Goodwill Games – en deed achttien steden aan. Het was de eerste keer dat het prijzengeld bij de Open-toernooien bij de mannen en de vrouwen evenveel bedroeg. Bij de mannen won het Braziliaanse duo Rogério Ferreira en Guilherme Marques het eindklassement en bij de vrouwen prolongeerden de Braziliaansen Adriana Behar en Shelda Bede hun titel.

## Kalender
| Plaats         | Categorie      | Geslacht | Datum                        | Prijzengeld |
| -------------- | -------------- | -------- | ---------------------------- | ----------- |
| Mar del Plata  | Open           | mannen   | 16 – 18 januari 1998         | $170.000    |
| Rio de Janeiro | Open           | mannen   | 12 – 15 februari 1998        | $170.000    |
| Rio de Janeiro | Open           | vrouwen  | 26 februari – 1 maart 1998   | $170.000    |
| Toronto        | Open           | mannen   | 19 – 21 juni 1998            | $170.000    |
| Toronto        | Open           | vrouwen  | 19 – 21 juni 1998            | $170.000    |
| Berlijn        | Open           | mannen   | 3 – 5 juli 1998              | $170.000    |
| Vasto          | Open           | vrouwen  | 3 – 5 juli 1998              | $170.000    |
| Lignano        | Open           | mannen   | 17 – 19 juli 1998            | $170.000    |
| New York       | Goodwill Games | mannen   | 22 – 26 juli 1998            | $100.000    |
| New York       | Goodwill Games | vrouwen  | 29 juli – 2 augustus 1998    | $100.000    |
| Marseille      | Open           | vrouwen  | 23 – 25 juli 1998            | $170.000    |
| Marseille      | Open           | mannen   | 24 – 26 juli 1998            | $170.000    |
| Klagenfurt     | Open           | mannen   | 31 juli – 2 augustus 1998    | $170.000    |
| Espinho        | Open           | vrouwen  | 31 juli – 2 augustus 1998    | $170.000    |
| Espinho        | Grand Slam     | mannen   | 7 – 9 augustus 1998          | $200.000    |
| Osaka          | Open           | vrouwen  | 7 – 9 augustus 1998          | $170.000    |
| Oostende       | Open           | mannen   | 14 – 16 augustus 1998        | $170.000    |
| Dalian         | Open           | vrouwen  | 14 – 16 augustus 1998        | $170.000    |
| Moskou         | Open           | mannen   | 21 – 23 augustus 1998        | $170.000    |
| Tenerife       | Open           | mannen   | 3 – 6 september 1998         | $170.000    |
| Alanya         | Open           | mannen   | 11 – 13 september 1998       | $170.000    |
| Salvador       | Open           | vrouwen  | 29 oktober – 1 november 1998 | $170.000    |
| Vitória        | Open           | mannen   | 3 – 6 december 1998          | $170.000    |

## Resultaten

### Mar del Plata Open
Van 16 tot en met 18 januari 1998
| Mannen | Mannen                               |
| Rang   | Team                                 |
| ------ | ------------------------------------ |
| 1      | Martin Laciga / Paul Laciga          |
| 2      | Paulão Moreira / Paulo Emilio Silva  |
| 3      | José Loiola / Emanuel Rego           |
| 4      | Rogério Ferreira / Guilherme Marques |
| 5      | Martín Conde / Eduardo Martínez      |
| 5      | Jan Kvalheim / Bjørn Maaseide        |
| 7      | Zé Marco / Ricardo Santos            |
| 7      | Bill Boullianne / Eric Fonoimoana    |

### Rio de Janeiro Open
Van 12 tot en met 15 januari en van 26 februari tot en met 1 maart 1998
| Mannen | Mannen                               |
| Rang   | Team                                 |
| ------ | ------------------------------------ |
| 1      | Zé Marco / Ricardo Santos            |
| 2      | José Loiola / Emanuel Rego           |
| 3      | Roberto Lopes / Franco Neto          |
| 4      | Jan Kvalheim / Bjørn Maaseide        |
| 5      | Eduardo Garrido / Paulo Emilio Silva |
| 5      | Duda Macedo / Fred Souza             |
| 7      | Rogério Ferreira / Guilherme Marques |
| 7      | Martin Laciga / Paul Laciga          |

| Vrouwen | Vrouwen                           |
| Rang    | Team                              |
| ------- | --------------------------------- |
| 1       | Adriana Behar / Shelda Bede       |
| 2       | Pauline Manser / Kerri Pottharst  |
| 3       | Sandra Pires / Jackie Silva       |
| 4       | Maike Friedrichsen / Danja Müsch  |
| 5       | Mônica Rodrigues / Adriana Samuel |
| 5       | Angela Clarke / Natalie Cook      |
| 7       | Barbra Fontana / Linda Hanley     |
| 7       | Karolyn Kirby / Liz Masakayan     |

### Toronto Open
Van 19 tot en met 21 juni 1998
| Mannen | Mannen                          |
| Rang   | Team                            |
| ------ | ------------------------------- |
| 1      | Martín Conde / Eduardo Martínez |
| 2      | José Loiola / Emanuel Rego      |
| 3      | Javier Bosma / Fabio Díez       |
| 4      | Jan Kvalheim / Bjørn Maaseide   |
| 5      | Martin Laciga / Paul Laciga     |
| 5      | Julien Prosser / Lee Zahner     |
| 7      | Dain Blanton / Eric Fonoimoana  |
| 7      | Brian Gatzke / Dan Lewis        |

| Vrouwen | Vrouwen                          |
| Rang    | Team                             |
| ------- | -------------------------------- |
| 1       | Sandra Pires / Adriana Samuel    |
| 2       | Adriana Behar / Shelda Bede      |
| 3       | Lisa Arce / Holly McPeak         |
| 4       | Barbra Fontana / Linda Hanley    |
| 5       | Mônica Rodrigues / Jackie Silva  |
| 5       | Tania Gooley / Nicole Sanderson  |
| 7       | Nancy Reno / Elaine Youngs       |
| 7       | Pauline Manser / Kerri Pottharst |

### Berlijn Open
Van 3 tot en met 5 juli 1998
| Mannen | Mannen                               |
| Rang   | Team                                 |
| ------ | ------------------------------------ |
| 1      | Vegard Høidalen / Jørre Kjemperud    |
| 2      | Rogério Ferreira / Guilherme Marques |
| 3      | Zé Marco / Ricardo Santos            |
| 4      | Přemysl Kubala / Michal Palinek      |
| 5      | Martin Laciga / Paul Laciga          |
| 5      | Carl Henkel / Kevin Wong             |
| 7      | Paulão Moreira / Paulo Emilio Silva  |
| 7      | John Child / Mark Heese              |

### Vasto Open
Van 3 tot en met 5 juli 1998
| Vrouwen | Vrouwen                          |
| Rang    | Team                             |
| ------- | -------------------------------- |
| 1       | Adriana Behar / Shelda Bede      |
| 2       | Mônica Rodrigues / Jackie Silva  |
| 3       | Sandra Pires / Adriana Samuel    |
| 4       | Barbra Fontana / Linda Hanley    |
| 5       | Karolyn Kirby / Liz Masakayan    |
| 5       | Krista Blomquist / Ali Wood      |
| 7       | Pauline Manser / Kerri Pottharst |
| 7       | Natalie Cook / Liane Fenwick     |

### Lignano Open
Van 17 tot en met 19 juli 1998
| Mannen | Mannen                                 |
| Rang   | Team                                   |
| ------ | -------------------------------------- |
| 1      | Rogério Ferreira / Guilherme Marques   |
| 2      | Martin Laciga / Paul Laciga            |
| 3      | José Loiola / Emanuel Rego             |
| 4      | Javier Bosma / Fabio Díez              |
| 5      | Andrea Ghiurghi / Riccardo Lione       |
| 5      | Miguel Maia / João Brenha              |
| 7      | Ricci Luyties / Sinjin Smith           |
| 7      | Christoph Dieckmann / Markus Dieckmann |

### Goodwill Games New York
Van 22 tot en met 26 juli en van 29 juli tot en met 2 augustus 1998
| Mannen | Mannen                               |
| Rang   | Team                                 |
| ------ | ------------------------------------ |
| 1      | Rogério Ferreira / Guilherme Marques |
| 2      | Adam Johnson / Karch Kiraly          |
| 3      | Martín Conde / Eduardo Martínez      |
| 4      | Julien Prosser / Lee Zahner          |
| 5      | Jan Kvalheim / Bjørn Maaseide        |
| 6      | John Child / Mark Heese              |
| 7      | Martin Laciga / Paul Laciga          |
| 8      | Ricci Luyties / Sinjin Smith         |

| Vrouwen | Vrouwen                             |
| Rang    | Team                                |
| ------- | ----------------------------------- |
| 1       | Adriana Behar / Shelda Bede         |
| 2       | Pauline Manser / Kerri Pottharst    |
| 3       | Lisa Arce / Holly McPeak            |
| 4       | Laura Bruschini / Annamaria Solazzi |
| 5       | Maike Friedrichsen / Danja Müsch    |
| 6       | Karolyn Kirby / Liz Masakayan       |
| 7       | Eva Celbová / Soňa Nováková         |
| 8       | Kristine Drakich / Guylaine Dumont  |

### Marseille Open
Van 23 tot en met 26 juli 1998
| Mannen | Mannen                              |
| Rang   | Team                                |
| ------ | ----------------------------------- |
| 1      | Zé Marco / Ricardo Santos           |
| 2      | Jörg Ahmann / Axel Hager            |
| 3      | Bill Boullianne / Ian Clark         |
| 4      | Paulão Moreira / Paulo Emilio Silva |
| 5      | Carl Henkel / Kevin Wong            |
| 5      | Giovane Gávio / Tande Ramos         |
| 5      | Miguel Maia / João Brenha           |
| 5      | Markus Egger / Bernhard Vesti       |

| Vrouwen | Vrouwen                          |
| Rang    | Team                             |
| ------- | -------------------------------- |
| 1       | Sandra Pires / Adriana Samuel    |
| 2       | Adriana Behar / Shelda Bede      |
| 3       | Mônica Rodrigues / Jackie Silva  |
| 4       | Barbra Fontana / Linda Hanley    |
| 5       | Lisa Arce / Holly McPeak         |
| 5       | Maike Friedrichsen / Danja Müsch |
| 5       | Tania Gooley / Nicole Sanderson  |
| 5       | Yukiko Takahashi / Mika Saiki    |

### Klagenfurt Open
Van 31 juli tot en met 2 augustus 1998
| Mannen | Mannen                              |
| Rang   | Team                                |
| ------ | ----------------------------------- |
| 1      | José Loiola / Emanuel Rego          |
| 2      | Dain Blanton / Eric Fonoimoana      |
| 3      | Jan Kvalheim / Bjørn Maaseide       |
| 4      | Paulão Moreira / Paulo Emilio Silva |
| 5      | Zé Marco / Ricardo Santos           |
| 5      | Jörg Ahmann / Axel Hager            |
| 7      | Javier Bosma / Fabio Díez           |
| 7      | Mariano Baracetti / José Salema     |

### Espinho Open
Van 31 juli tot en met 2 augustus 1998
| Vrouwen | Vrouwen                                |
| Rang    | Team                                   |
| ------- | -------------------------------------- |
| 1       | Barbra Fontana / Linda Hanley          |
| 2       | Sandra Pires / Adriana Samuel          |
| 3       | Nancy Reno / Elaine Youngs             |
| 4       | Mônica Rodrigues / Jackie Silva        |
| 5       | Natalie Cook / Liane Fenwick           |
| 5       | Ulrike Schmidt / Gudula Staub          |
| 7       | Annette Huygens Tholen / Sarah Straton |
| 7       | Yuki Ishizaka / Rii Seike              |

### Grand Slam Espinho
Van 7 tot en met 9 augustus 1998
| Mannen | Mannen                               |
| Rang   | Team                                 |
| ------ | ------------------------------------ |
| 1      | José Loiola / Emanuel Rego           |
| 2      | Kent Steffes / Mike Whitmarsh        |
| 3      | Rogério Ferreira / Guilherme Marques |
| 4      | Martin Laciga / Paul Laciga          |
| 5      | Miguel Maia / João Brenha            |
| 5      | Martín Conde / Eduardo Martínez      |
| 7      | Paulão Moreira / Paulo Emilio Silva  |
| 7      | Mariano Baracetti / José Salema      |

### Osaka Open
Van 7 tot en met 9 augustus 1998
| Vrouwen | Vrouwen                               |
| Rang    | Team                                  |
| ------- | ------------------------------------- |
| 1       | Adriana Behar / Shelda Bede           |
| 2       | Sandra Pires / Adriana Samuel         |
| 3       | Lisa Arce / Holly McPeak              |
| 4       | Laura Bruschini / Annamaria Solazzi   |
| 5       | Barbra Fontana / Linda Hanley         |
| 5       | Rebekka Kadijk / Debora Schoon-Kadijk |
| 7       | Pauline Manser / Kerri Pottharst      |
| 7       | Nancy Reno / Elaine Youngs            |

### Oostende Open
Van 14 tot en met 16 augustus 1998
| Mannen | Mannen                          |
| Rang   | Team                            |
| ------ | ------------------------------- |
| 1      | Miguel Maia / João Brenha       |
| 2      | Zé Marco / Ricardo Santos       |
| 3      | John Child / Mark Heese         |
| 4      | Bill Boullianne / Ian Clark     |
| 5      | Jörg Ahmann / Axel Hager        |
| 5      | Julien Prosser / Lee Zahner     |
| 7      | Martin Laciga / Paul Laciga     |
| 7      | Martín Conde / Eduardo Martínez |

### Dalian Open
Van 14 tot en met 16 augustus 1998
| Vrouwen | Vrouwen                             |
| Rang    | Team                                |
| ------- | ----------------------------------- |
| 1       | Adriana Behar / Shelda Bede         |
| 2       | Lisa Arce / Holly McPeak            |
| 3       | Pauline Manser / Kerri Pottharst    |
| 4       | Laura Bruschini / Annamaria Solazzi |
| 5       | Maike Friedrichsen / Danja Müsch    |
| 5       | Liz Masakayan / Elaine Youngs       |
| 7       | Annett Davis / Barbra Fontana       |
| 7       | Ulrike Schmidt / Gudula Staub       |

### Moskou Open
Van 21 tot en met 23 augustus 1998
| Mannen | Mannen                               |
| Rang   | Team                                 |
| ------ | ------------------------------------ |
| 1      | Rogério Ferreira / Guilherme Marques |
| 2      | Martín Conde / Eduardo Martínez      |
| 3      | Jörg Ahmann / Axel Hager             |
| 4      | Martin Laciga / Paul Laciga          |
| 5      | Paulão Moreira / Paulo Emilio Silva  |
| 5      | Jan Kvalheim / Bjørn Maaseide        |
| 7      | Miguel Maia / João Brenha            |
| 7      | Thomas Eade / Craig Seuseu           |

### Tenerife Open
Van 3 tot en met 6 september 1998
| Mannen | Mannen                          |
| Rang   | Team                            |
| ------ | ------------------------------- |
| 1      | José Loiola / Emanuel Rego      |
| 2      | Karch Kiraly / Mike Whitmarsh   |
| 3      | Bill Boullianne / Ian Clark     |
| 4      | Martín Conde / Eduardo Martínez |
| 5      | Zé Marco / Ricardo Santos       |
| 5      | Martin Laciga / Paul Laciga     |
| 7      | Javier Bosma / Fabio Díez       |
| 7      | Carl Henkel / Kevin Wong        |

### Alanya Open
Van 11 tot en met 13 september 1998
| Mannen | Mannen                               |
| Rang   | Team                                 |
| ------ | ------------------------------------ |
| 1      | José Loiola / Emanuel Rego           |
| 2      | John Child / Mark Heese              |
| 3      | Rogério Ferreira / Guilherme Marques |
| 4      | Zé Marco / Ricardo Santos            |
| 5      | Miguel Maia / João Brenha            |
| 5      | Julien Prosser / Lee Zahner          |
| 7      | Jan Kvalheim / Bjørn Maaseide        |
| 7      | Dain Blanton / Eric Fonoimoana       |

### Salvador Open
Van 29 oktober tot en met 1 november 1998
| Vrouwen | Vrouwen                               |
| Rang    | Team                                  |
| ------- | ------------------------------------- |
| 1       | Adriana Behar / Shelda Bede           |
| 2       | Barbra Fontana / Linda Hanley         |
| 3       | Sandra Pires / Adriana Samuel         |
| 4       | Pauline Manser / Kerri Pottharst      |
| 5       | Liz Masakayan / Elaine Youngs         |
| 5       | Angela Clarke / Natalie Cook          |
| 7       | Lisa Arce / Holly McPeak              |
| 7       | Rebekka Kadijk / Debora Schoon-Kadijk |

### Vitória Open
Van 3 tot en met 6 december 1998
| Mannen | Mannen                               |
| Rang   | Team                                 |
| ------ | ------------------------------------ |
| 1      | Rogério Ferreira / Guilherme Marques |
| 2      | Roberto Lopes / Franco Neto          |
| 3      | Mariano Baracetti / José Salema      |
| 4      | Martin Laciga / Paul Laciga          |
| 5      | José Loiola / Emanuel Rego           |
| 5      | Martín Conde / Eduardo Martínez      |
| 7      | Zé Marco / Ricardo Santos            |
| 7      | John Child / Mark Heese              |

## Prijzen
| Winnaar FIVB World Tour              | Winnaar FIVB World Tour     |
| Mannen                               | Vrouwen                     |
| ------------------------------------ | --------------------------- |
| Rogério Ferreira / Guilherme Marques | Adriana Behar / Shelda Bede |